# Artémis (groupe)
Pour les articles homonymes, voir Artémis (homonymie).
Artémis est une holding contrôlée par l'homme d'affaires français François Pinault. Créé en 1992 et basée à Paris, la société investit principalement dans la mode (Kering), l'art (Christie's, Pinault Collection), le vin (Artémis Domaines dont Château Latour), la presse (Le Point), le sport (Stade rennais FC) et le divertissement (Creative Artists Agency).

## Historique
En 1992, François Pinault crée la société Artémis en y apportant sa participation dans PPR (groupe fondé en 1963). PPR rachète Gucci et Yves Saint Laurent en 1999 et devient le groupe Kering en 2013.
En 1993, Artémis rachète 94,5 % du vignoble de Château Latour (Pauillac - Médoc), première acquisition d'une filiale de vins d'exception, Artémis Domaines, qui prend sa forme actuelle en 2022 après le rachat de la maison de Bouchard Père & Fils. En 1997, Artémis rachète 100 % du magazine Le Point. En 1998, Artémis devient propriétaire de la maison de vente aux enchères Christie's et du Stade rennais FC, puis des éditions Tallandier l'année suivante.
En mai 2003, François-Henri Pinault succède à son père à la présidence d'Artémis.
En 2005, Artémis devient propriétaire du Palazzo Grassi à Venise. Sa rénovation est menée par l'architecte japonais Tadao Ando, et le palais rouvre ses portes en avril 2006, officiant comme le premier site d'exposition de la Pinault Collection. 
Le musée Punta della Dogana à Venise, est inauguré en 2009, puis le musée Bourse de commerce de Paris en 2021.
En 2014, Artémis reprend 40,9 % de Courrèges (puis 100 % en 2018). 
En 2015, Artémis procède à l'acquisition de la société de croisières de luxe Ponant. 
En 2017, Artémis entre au capital de la maison de couture de l'Italien Giambattista Valli. 
En 2018, Artémis s'associe à Stéphane Bern pour racheter le magazine Point de Vue spécialisé dans les actualités des familles royales, et commence à récupérer graduellement la participation de Kering dans Puma. 
En 2019, le groupe alloue 100 millions d'euros aux efforts de reconstruction de la cathédrale Notre-Dame de Paris. 
Fin 2023, Artémis devient actionnaire majoritaire de l'agence d'artistes Creative Artists Agency.
En juin 2025, François Pinault annonce qu'Artemis va effectuer un don de 800 000 euros pour restaurer le retable Saint-Anne de l'église Saint-Derrien de Commana, dans le Finistère.

## Description
Artémis est une société holding ainsi qu'un family office qui gère les participations financières et la fortune de la famille Pinault. Le groupe Artémis est lui-même détenu en totalité par la Financière Pinault, une autre holding de la famille Pinault. Artémis est prioritaire ou actionnaire des sociétés suivantes :
| Secteur           | Société                 | Activité |
| ----------------- | ----------------------- | --- |
| Mode              | Kering                  | Groupe de luxe mode, maroquinerie, joaillerie, horlogerie, lunetterie (Kering Eyewear). |
| Mode              | Puma                    | Marque sportswear et athleisure. |
| Mode              | Giambattista Valli      | Maison de couture. |
| Mode              | Courrèges               | Maison de couture. |
| Art               | Christie's              | Maison de ventes aux enchères. |
| Art               | Pinault Collection      | Société exploitant la collection privée d'œuvres d'art de la famille Pinault. Trois lieux d'exposition - Palazzo Grassi et Punta della Dogana (Venise), et Bourse de commerce (Paris) - ainsi qu’une résidence d'artistes à Lens. |
| Vin               | Artémis Domaines        | Participations dans des vignobles de prestige : Château Latour, Domaine d'Eugénie (Vosne-Romanée), Château-Grillet (Condrieu), ouvrée du Grand Cru Le Montrachet du Château de Puligny-Montrachet (Montrachet), Eisele Vineyard (Calistoga), Château Vray Croix de Gay (Pomerol), Château Le Prieuré (Saint-Émilion), Château Siaurac (Lalande-de-Pomerol), Clos-de-tart (Côtes de Nuits), Champagne Jacquesson & Fils,. |
| Édition et presse | Le Point                | Magazine d'information généraliste. |
| Édition et presse | Point de Vue            | Actualités des familles royales et des personnages en vue. |
| Édition et presse | Éditions Tallandier     | Maison d'édition spécialisée dans le domaine de l'Histoire. |
| Divertissement    | Creative Artists Agency | Agence de sports et de talents. |
| Sport             | Stade rennais FC        | Club de football français évoluant en Ligue 1. |
| Tourisme          | Ponant                  | Croisières de luxe. |
| Restauration      | Breizh Café             | Crêperie fusion Bretagne-Japon. |
| Technologie       | Red River West          | Société d'investissement. |

Artémis investit dans plusieurs startups dont Brut en 2021, Deezer en 2022, Le 1 en 2024, dans les sites de mode 1stdibs et Goat, et dans l'automobile avec Delage.

## Gouvernance
- Président du conseil d'administration : François-Henri Pinault
- Directeurs généraux adjoints délégués[40] :
  - Héloïse Temple-Boyer
  - Alban Greget